# Warbattle
Warbattle is een computerspel voor de Commodore 64. Het spel werd uitgebracht in 1989 en behoort tot het Publieke domein. Het spel is van het type Shoot 'em up en kan met twee spelers tegelijkertijd gespeeld worden. De muziek is gemaakt door Holger Knipping en Michael Hendriks.